# Aniela Aszpergerowa
Leontyna Aniela Aszpergerowa (Varsovia, 29 de noviembre de 1815-Leópolis, 28 de enero de 1902), conocida profesionalmente como Aniela Aszpergerowa, fue una actriz de teatro polaca que alcanzó gran fama en Polonia y en el antiguo Gran Ducado de Lituania. Participó en el Levantamiento de Enero contra la Rusia imperial en 1863 y fue enviada a prisión. Es la bisabuela de John Gielgud.

## Carrera
Nació en Varsovia, hija de Maria Wasińska y Stefan Kamiński, de la ciudad de Bolimów, distrito de Skierniewice. Comenzó su carrera en los Teatros del Gobierno de Varsovia (Warszawskie Teatry Rządowe) en 1835 en la comedia Zazdrośni w miłości (Celoso en el amor). Un año después actuó en el teatro de Vilna y posteriormente trabajó en Minsk, donde se casó con el actor Wojciech Aszperger. Alrededor de 1840 se mudaron a Varsovia y poco después a Leópolis, donde alcanzó el estrellato. Se convirtió en una de las actrices más famosas de su tiempo en Polonia y en el antiguo Gran Ducado de Lituania y estuvo particularmente asociada con el teatro en Leópolis, donde estuvo activa durante más de medio siglo.
Actuó en el Teatro Skarbkowski durante su gran inauguración (1842) en el papel de Ángeles en Maiden Vows, de Aleksander Fredro. Durante su última presentación teatral en 1900, se sentó en uno de los palcos como invitada de honor. Después de unos años en Leópolis, Aszpergerowa se separó de su marido, que regresó a Varsovia. Era una actriz versátil, que apareció en muchos teatros y en escenarios extranjeros, como Berlín, Viena y Londres. Se la describió como distinguida, «grácil y elegante». Su repertorio incluyó papeles melodramáticos, así como tragedia, comedia y obras contemporáneas. Jugó en dramas de Shakespeare (Ofelia en Hamlet, María Estuardo, Lady Macbeth), Juliusz Słowacki (Balladyna) y Fredro (Angela y Klara en Ślubach panieńskich). Al pasar los años su repertorio se centró más en las tragedias, y continuó actuando hasta 1896. La actriz Helena Modjeska la consideró como una importante mentora.

## Actividad política
Se involucró en la actividad política y el movimiento por los derechos de las mujeres. Participó en el Levantamiento de Enero contra la Rusia imperial en 1863; fue arrestada en 1884 y sentenciada a un año de prisión por su apoyo a la independencia polaca. Después de su liberación, vivió durante un tiempo en Cracovia, y regresó allí después de su retiro.

## Familia y muerte
Aszpergerowa es la bisabuela de John Gielgud, quien la describió como «la mayor actriz shakespeariana de toda Lituania». Su marido, Wojciech Aszperger, también fue un actor famoso. Tuvieron dos hijas, Waleria y Aniela Leontyna, esta última se casó con Adam Gielgud, quien nació en el mar durante la huida de sus padres de Polonia después del fallido levantamiento contra el gobierno ruso en 1830. Su hijo Frank se casó con la hija de Kate Terry, Kate Terry-Lewis, madre de Gielgud.
Murió en Leópolis el 28 de enero de 1902, a los 85 años de edad, y su funeral fue multitudinario.